# Äquatorialstrom
Der Äquatorialstrom ist eine sehr beständige, westwärts gerichtete Oberflächenströmung des Meeres beiderseits des Äquators. Die Strömung wird von den Passatwinden und von der Corioliskraft verursacht. Einem Betrachter kommt es dadurch nur so vor, als würden die Wassermassen, nachdem sie sich an der amerikanischen Küste entlang nach Norden bzw. Süden bewegt haben, am Äquator entlang in Richtung Westen bewegen. Hier zeigt sich wieder die Auswirkung der Corioliskraft, da sich die Wassermassen selbst kaum bewegen, aber dennoch eine Ost-West-Strömung zustande kommt. Dies liegt daran, dass die Erde sich unter dem Meer, das, da keine Kraft auf es wirkt, nach dem Trägheitsgesetz „still“ steht, nach Osten bewegt. Dadurch scheint es so, als würde der Äquatorialstrom sich nach Westen bewegen, obwohl die Wassermassen eigentlich stillstehen. Im Indischen Ozean ist der Nordäquatorialstrom nur im Winter ausgebildet. Der äquatoriale Gegenstrom ist eine nach Osten gerichtete Oberflächenströmung in Äquatornähe zwischen Nord- und Südäquatorialstrom.